# Resistance – Widerstand
Résistance – Widerstand (Originaltitel Resistance) ist eine Tragikomödie von Jonathan Jakubowicz, die am 14. Oktober 2021 in die deutschen Kinos kam. Die Geschichte der internationalen Produktion ist kurz vor und im Zweiten Weltkrieg angesiedelt, erzählt vom französischen Widerstand und ist zugleich eine Filmbiografie über den französischen Pantomimen Marcel Marceau.

## Handlung
Der junge Marcel ist der Sohn des jüdischen Metzgers Charles Mangel. Er widersetzt sich den Wünschen seines Vaters, das Familienunternehmen zu übernehmen. Er verbringt seine Freizeit mit Malen und übt sich an der Nachahmung von Charlie Chaplin. Als ihn sein Cousin Georges überredet, sich um eine aus Deutschland gerettete Gruppe von jüdischen Waisenkindern zu kümmern, kommt sein Pantomimespiel bei den traumatisierten Kindern gut an. Dann wird Frankreich von den Deutschen besetzt. Marcels älterer Bruder Alain ist im Zweiten Weltkrieg im französischen Widerstand aktiv. Marcel schließt sich später ebenfalls der Résistance an.
Als die politische Lage sich anspannt, verhelfen Marcel, sein Bruder Alain und sein Cousin Georges in der Folgezeit mit einer kleinen Gruppe von Freunden jüdischen Waisenkindern zur Flucht. Unter einem Vorwand nutzen sie die Möglichkeiten der Save the Children Foundation, um die Kinder so vor den Nationalsozialisten zu verstecken. Sie bringen die Kinder zunächst in Richtung Süden und übergeben sie der Obhut der katholischen Kirche, Pfadfindern und aufnahmebereiten Familien. Schließlich fliehen einige der Kinder in Begleitung von Mitgliedern der Resistancegruppe von Frankreich in die Schweiz, weil ihnen die Aufdeckung ihres Verstecks durch die Nazis droht.

## Biografisches

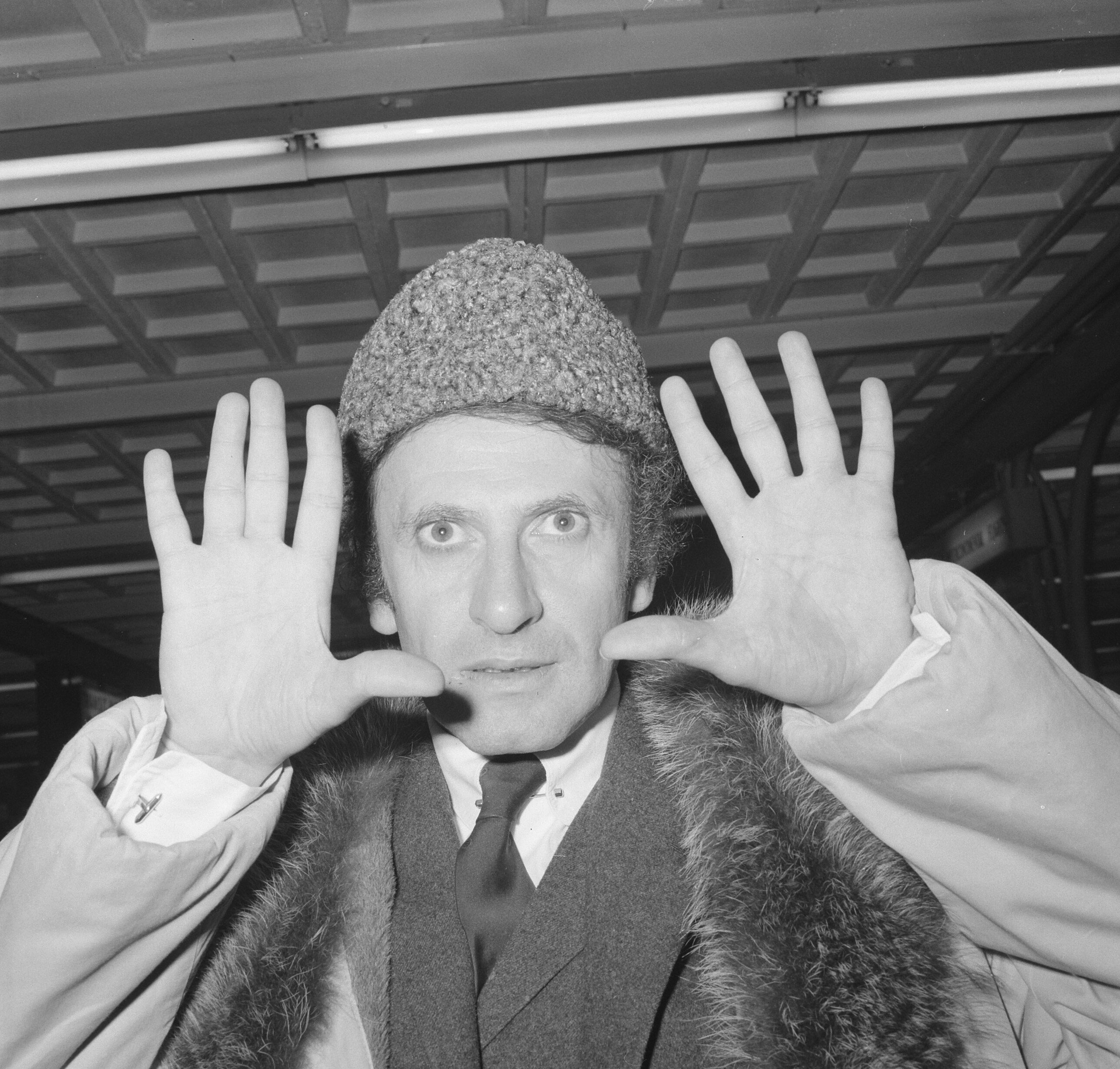
Der Pantomime Marcel Marceau

Der Film beruht auf den Erinnerungen von Marcel Marceau, der 1923 in Straßburg geboren wurde und als „Bip“ zu den bekanntesten und einflussreichsten Pantomimen der Welt gehörte.

## Produktion

### Filmstab und Förderung
Regie führte Jonathan Jakubowicz, der auch das Drehbuch schrieb. Dem Film liegen Recherchen und Interviews mit Marceaus Cousin, dem jüdischen Pfadfinderführer Georges Loinger, zugrunde. Jared Mobarak von The Film Stage bemerkt, es handele sich nicht um eine strenge Filmbiografie über Marcel Marceau. Jakubowicz konzentriere sich stattdessen auf das, was er und seine Freunde durchgemacht haben, als sie Juden versteckten, um Widerstand gegen Adolf Hitlers Völkermord zu leisten.
Der Film erhielt aus dem Sonderprogramm für internationale Koproduktionen des FilmFernsehFonds Bayern eine Förderung in Höhe von 2 Millionen Euro.

### Besetzung und Synchronisation
| Darsteller            | Synchronsprecher      | Rolle          |
| --------------------- | --------------------- | -------------- |
| Jesse Eisenberg       | Konrad Bösherz        | Marcel Marceau |
| Matthias Schweighöfer | Matthias Schweighöfer | Barbie         |
| Alex Fondja           | Johann Fohl           | Frederique     |
| Ed Harris             | Wolfgang Condrus      | General Patton |
| Ryan Hadaller         | Georgios Tzitzikos    | Jason Baker    |

Jesse Eisenberg spielt den französischen Pantomimen Marcel Marceau. Der Regisseur Jonathan Jakubowicz dachte schon beim Drehbuchschreiben an Eisenberg, weil er Marcel Marceau nach seiner Aussage ähnlich sehe und Eisenbergs Familien aus derselben Region Polens kommen: „Schauspielerisch fand ich es ebenfalls interessant, da ich gern komische und dramatische Rollen spiele - was gut zum Film passt, ich verkörpere ja einen Komiker in einem Kriegsdrama“, so Eisenberg. In den Jahren 1938 bis 1939, in denen Resistance spielt, war Marceau erst 15 Jahre alt und damit rund 20 Jahre jünger als der Schauspieler Jesse Eisenberg. Ed Harris spielt US-General George Smith Patton Jr., der nach der Landung in der Normandie das Kommando über die 3. US-Armee hatte. Matthias Schweighöfer, der mit seiner Firma Pantaleon Films auch zu den Produzenten des Films zählt, übernahm die Rolle von Klaus Barbie, dem mehrfach verurteilten deutschen NS-Kriegsverbrecher, der wegen seiner Grausamkeit als „Schlächter von Lyon“ bekannt war und von 1945 bis 1955 den Schutz zunächst britischer, dann US-amerikanischer Regierungskreise genoss, die ihn als Agenten beschäftigten. Félix Moati spielt Marceaus älteren Bruder Alain, der im französischen Widerstand aktiv war, Géza Röhrig seinen Cousin Georges Loinger, der ebenfalls ein Mitglied der Résistance war.
Die deutsche Synchronisation entstand nach der Dialogregie von Martin Halm im Auftrag der Scalamedia GmbH, Berlin.

### Dreharbeiten, Ausstattung und Kostüme

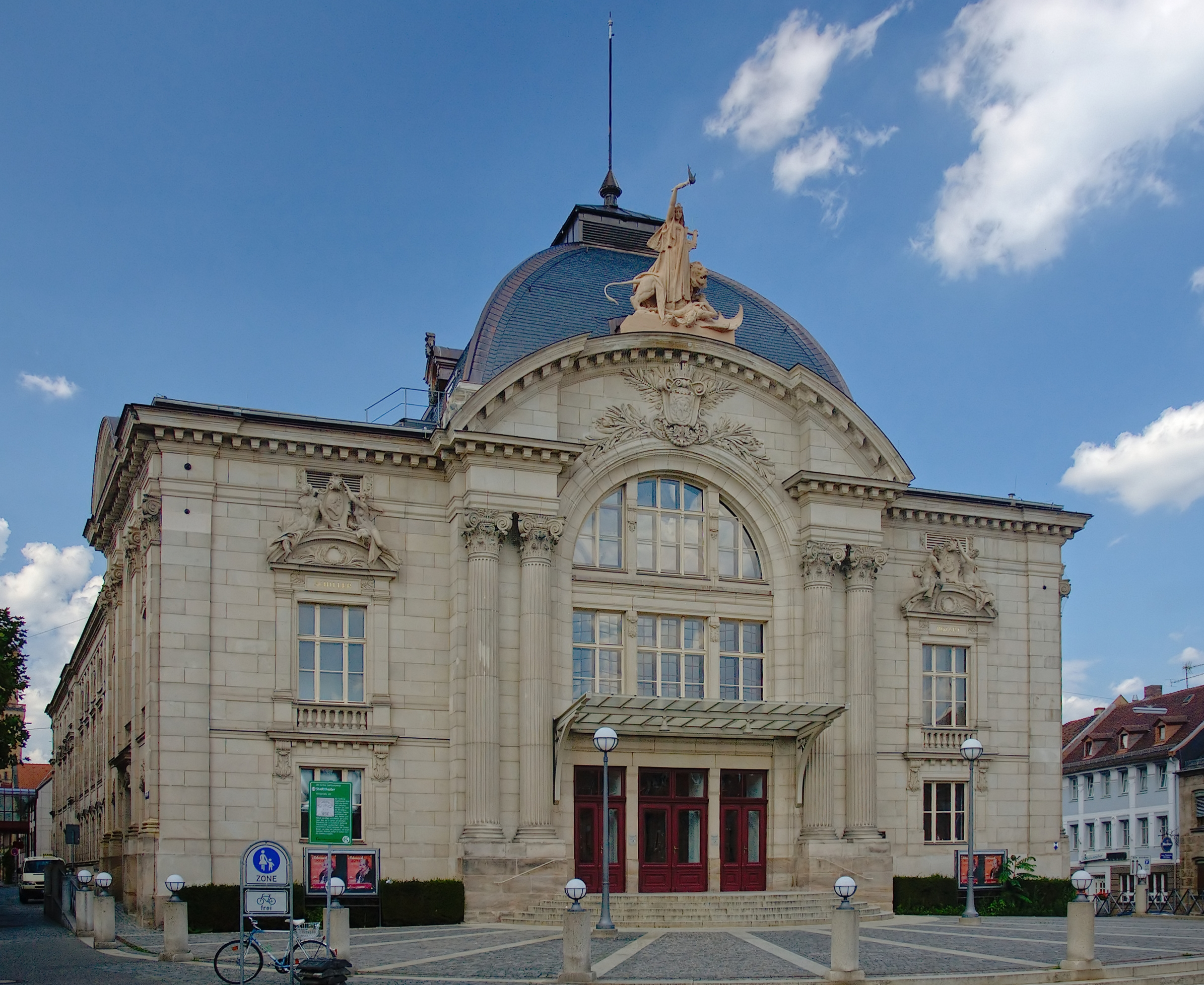
Die Fassade des Fürther Stadttheaters diente dem Bahnhof der französischen Stadt Limoges als Kulisse

Die Dreharbeiten fanden zwischen dem 26. September und 15. November 2018 in Prag, am Bahnhof von Liberec und in Bayern statt, so in den Bavaria Studios am Geiselgasteig und in Kronach, wo man Mitte Oktober 2018 auf der Festung Rosenberg und in der oberen Altstadt drehte, die ins Frankreich der frühen 1940er Jahre zurückversetzt wurden. Anfang November 2018 drehte man in der Nürnberger Altstadt und in Fürth. Die Fassade des Fürther Stadttheaters diente dem Bahnhof der französischen Stadt Limoges als Kulisse. In der Fürther Alexanderstraße wurden für die Aufnahmen alte Straßenlaternen aufgestellt und französische Inschriften angebracht. Die in München spielende Eröffnungsszene, in der das traumatisierte, jüdische Mädchen namens Elsbeth vorgestellt wird, die mitansehen muss, wie ihre Eltern ermordet werden, spielt in der sogenannten Kristallnacht. Als Kameramann fungierte Miguel Ioan Littin-Menz, als Szenenbildner Tomas Voth und als Kostümbildnerin Katharina Ost.

### Filmmusik und Veröffentlichung
Die Filmmusik komponierte Angelo Milli, der überwiegend mit Streichern arbeitet. Das Soundtrack-Album mit insgesamt 15 Musikstücken wurde am 27. März 2020 von Filmtrax als Download veröffentlicht.
Am 27. März 2020 sollte der Film in ausgewählte US-Kinos kommen und als VOD veröffentlicht werden. Zuvor erfolgte am 7. März 2020 eine Vorstellung im Rahmen des Boulder Film Festivals. Im September 2020 soll er beim Festival des amerikanischen Films gezeigt werden. Der Kinostart in Deutschland  erfolgt am 14. Oktober 2021.

## Rezeption

### Altersfreigabe
In den USA erhielt der Film von der MPAA ein R-Rating, was einer Freigabe ab 17 Jahren entspricht, unter anderem wegen einiger gezeigten Gräueltaten. In Deutschland wurde der Film von der FSK ab 12 Jahren freigegeben.

### Kritiken
Insgesamt stieß der Film bei den Kritikern auf ein geteiltes Echo.
Jared Mobarak von The Film Stage schreibt, es sei eine gute Entscheidung des Regisseurs gewesen, Marcel Marceaus persönliche Beweggründe, nicht in die Fußstapfen seines Vaters treten zu wollen, nicht besonders hervorzuheben, sondern sich auf dessen Engagement und seine Mitstreiter zu konzentrieren, da solche privaten Momente im Vergleich zu den Gräueltaten des Holocaust als unbedeutend hätten erscheinen können. Resistance sei daher am besten und spannendsten, wenn es um die Rebellion geht, da Marceau und die anderen ständig Gefahr laufen, gefasst und hingerichtet zu werden. Dass der Mann im Zentrum des Films einmal eine Berühmtheit werden soll, werde letztendlich zu einer trivialen Angelegenheit, auch wenn Mobarak denkt, es könne die Gefahr bestehen, Marceau in den Hintergrund treten zu lassen. Gleichzeitig aber überschatte der Film so auch nicht das Alptraumszenario, das sich um ihn herum entfaltet. Jesse Eisenberg überzeuge erneut in der Rolle eines „Genies“, so Mobarak, und dessen Pragmatismus grenze an  Asperger, wenn nicht sogar an eine absolute Menschenfeindlichkeit.
Die Deutsche Film- und Medienbewertung versah den Film mit dem Prädikat besonders wertvoll. In der Begründung heißt es, die gute Besetzung der Hauptrollen sei eindrucksvoll und ihr Spiel auf hohem Niveau. So überzeuge Eisenberg nicht nur mit seinem darstellerischen Vermögen, sondern auch mit seinen künstlerischen Auftritten und seinen zauberhaften Pantomimen. Félix Moati als sein Bruder Alain und Karl Markovics als ihr beider Vater wüssten genau so zu überzeugen, wie auch Clémence Poésy und Vica Kerekes. Darstellerisches Highlight sei aber Matthias Schweighöfer als Klaus Barbie, der zwischen dämonischen Zügen und freundlichst lächelnder Mimik perfekt zu wechseln versteht. Das inhaltlich reiche Drehbuch verschaffe dem Film zudem eine gute Dramaturgie, der so seinen Spannungsbogen nie verliert, so weiter in der Begründung.

### Auszeichnungen
Friedenspreis des Deutschen Films – Die Brücke 2020
- Auszeichnung des Regisseurs Jonathan Jakubowicz

Miami Film Festival 2020
- Nominierung für den Knight Marimbas Award (Jonathan Jakubowicz)[23]